# ألبرت إي. شفاب
ألبرت إي. شفاب (بالإنجليزية: Albert E. Schwab)‏ هو عسكري أمريكي، ولد في 17 يوليو 1920 في واشنطن العاصمة في الولايات المتحدة، وتوفي في 7 مايو 1945 في جزيرة أوكيناوا في اليابان.